# تل حوش
تل حوش (به عربی: تل حوش) یک روستا در سوریه است که در استان حمص واقع شده‌است. تل حوش ۱٬۶۰۹ نفر جمعیت دارد.